# Macías
Macías (asi 1340–1370) byl galicijský trubadúr, jeden z posledních a zároveň nejvýznamnějších galicijských středověkých básníků. O jeho životě je známo velmi málo důvěryhodných zpráv, jisté je prakticky pouze to, že pocházel z Galicie a tvořil ve druhé polovině 14. století. Je mu připisováno pět básní z tzv. Baenova zpěvníku (1445), jakési dobové antologie trubadúrské poezie a dalších šestnáct básní, převáně s milostnou tematikou. Je ale téměř jisté, že jeho poetická produkce byla rozsáhlejší, dochovalo se ale málo děl. Jeho básně jsou tak vlivné, že jméno Macías dlouhou dobu bylo synonymem ideálního milence, koluje o něm celá řada legend a je zmiňován v mnoha dílech španělské literatury. Je častým hrdinou středověkých alegorických „pekel lásky“, oblíbeného žánru milostné poezie francouzského pozdního středověku, v baroku byla jeho postava vnímána spíše záporně jako symbol smilníka ovládaného chtíčem, opět se do literatury vrátil v období romantismu jako symbol čisté a zcela nerozumové lásky.